# Абад, Дамьен
Дамье́н Аба́д (фр. Damien Abad; род. 5 апреля 1980, Ним) — французский политик, лидер фракции партии «Республиканцы» в Национальном собрании (2019—2022). Министр солидарности, автономности пожилых граждан и по делам лиц с ограниченными возможностями (2022).

## Биография
Родился 5 апреля 1980 года в Ниме, окончил Институт политических исследований (Бордо). В 2008 году избран в муниципальный совет Вовера в департаменте Гар, в 2009 году — депутатом Европарламента, а также депутатом регионального совета Овернь — Рона — Альпы. В 2012 году избран от Союза за народное движение в Национальное собрание, в 2015 году — в совет департамента Эн, а в 2017 году стал его председателем.
Во время выборов в законодательные органы 2012 года он был кандидатом в новом 5-м округе Айна, профинансированном UMP. Он получил 28,79 % голосов в первом туре, затем был избран с 56 % голосов во втором туре против кандидата от социалистов Жозиан Экспозито.
6 ноября 2019 года избран новым лидером фракции «Республиканцев» в Национальном собрании голосами 64 депутатов (его соперника Оливье Марлея поддержали 37 человек). Согласно Context, хотя старых разделений между «саркозистами», «филлонистами» и «юппеистами» больше не существует в группе, Дэмиен Абад представил «профиль, который успокаивает депутатов старшего поколения, не отсекая новых избранных должностных лиц от 2017, которые составляют половину группы».
19 мая 2022 года отказался от лидерства во фракции и вышел из партии после обвинений со стороны соратников в чрезмерной близости его политических позиций курсу президента Макрона.
20 мая 2022 года получил портфель министра солидарности, автономности пожилых граждан и по делам лиц с ограниченными возможностями при формировании правительства Элизабет Борн.
4 июля 2022 года было сформировано второе правительство Борн, в котором Абад не получил никакого назначения.

## Обвинения в изнасиловании
Согласно расследованию, опубликованному порталом Mediapart 21 мая 2022 года, министр обвиняется двумя женщинами, не состоящими в родстве друг с другом, в актах изнасилования, которые, по их утверждению, имели место в 2010 и 2011 годах. По сведениям сайта обе партии — Республиканцы и Возрождение 16 мая получили от Обсерватории сексизма и сексуального насилия в политике предупреждения о существовании этих обвинений. Премьер-министр Элизабет Борн уверяет, что узнала о существовании доклада лишь из статьи Mediapart. 20 мая Кристоф Кастанер отрицал получение отчёта. Прокуратура Парижа подтверждает наличие двух жалоб, поданных одним и тем же заявителем и отклонённых в 2012 и 2017 годах.
В письме, также опубликованном Mediapart, Абад отвергает эти обвинения и «решительно заявляет, что сексуальные отношения, которые [он] мог иметь, всегда основывались на принципе взаимного согласия». Он утверждает, что его инвалидность делает невозможным ряд действий, в которых его обвиняют, а предполагаемые жертвы со своей стороны утверждают, что он использует свою инвалидность, чтобы заставить их чувствовать себя виноватыми.
27 июня 2022 года ещё одна женщина подала иск против Абада, обвинив его в попытке изнасилования в 2010 году. Абад подал встречный иск за клевету.